# ملعب باركي باريو إيلولاي
ملعب باركي باريو إيلولاي (بالإنجليزية: Estadio Parque Barrio Ilolay)‏ هو ملعب كرة قدم يقع في رافاييلا، الأرجنتين، يتسع لـ 8,000 متفرج.